# Championnat d'Asie masculin de basket-ball 1979
Navigation
Malaisie 1977 Inde 1981
Le championnat d'Asie de basket-ball 1979 est la dixième édition du championnat d'Asie des nations. Elle s'est déroulée du 30 novembre au 12 décembre 1979 à Nagoya au Japon.

## Classement final
| Position | Équipe       | Bilan |
| -------- | ------------ | ----- |
| 1        | Chine        | 7v-0d |
| 2        | Japon        | 7v-1d |
| 3        | Corée du Sud | 5v-2d |
| 4        | Philippines  | 4v-3d |
| 5        | Inde         | 3v-4d |
| 6        | Pakistan     | 3v-5d |
| 7        | Malaisie     | 6v-2d |
| 8        | Irak         | 5v-3d |
| 9        | Thaïlande    | 4v-4d |
| 10       | Singapour    | 3v-5d |
| 11       | Hong Kong    | 2v-6d |
| 12       | Bahreïn      | 1v-7d |
| 13       | Bangladesh   | 0v-8d |